# Trận Châteauneuf
Trận Châteauneuf là một hoạt động quân sự trong chiến dịch tấn công của quân đội Đức vào Pháp trong các năm 1870 – 1871, đã diễn ra vào ngày 3 tháng 12 năm 1870, tại Châteauneuf trên lãnh thổ Pháp. Trong cuộc giao chiến này, Lữ đoàn Bộ binh số 3 trong quân đội Phổ dưới quyền chỉ huy của viên tướng Keller (một phần của Sư đoàn Baden) đã đánh lùi một đợt tập kích của quân đội Pháp dưới quyền chỉ huy của tướng Camille Crémer, tạo điều kiện cho đoàn quân Phổ tiếp tục tiến hành cuộc triệt thoái của mình khỏi Autun. Trận chiến kéo dài trong vòng 7 tiếng đồng hồ, và mang lại cho quân lực của Phổ thiệt hại không đáng kể, với 153 quân thương vong. Song, người Đức đã nhìn nhận về trong cuộc giao tranh này như là một trong những chiến công hiển hách nhất của họ trong chiến dịch.
Trong các ngày 26 – 27 tháng 11 năm 1870, nhà giải phóng Ý Giuseppe Garibaldi đã chỉ huy Binh đoàn Vosges – một lực lượng du kích-tình nguyện trong quân đội Pháp – tiến công quân đội Đức tại Dijon. Mặc dù ban đầu thắng lợi, cuộc tấn công của Garibaldi cuối cùng đã bị quân đoàn dưới quyền Thượng tướng Bộ binh August von Werder của Đức đập tan, và truy kích về Autun. Sau chiến thắng của quân đội Đức tại Dijon, nhằm thăm dò căn cứ hoạt động của Binh đoàn Vosges, nguồn lực của họ cũng như là mối liên hệ của họ với lực lượng chính quy Pháp, lữ đoàn của tướng Keller – gồm thâu binh lính đến từ Baden – đã được lệnh mở một cuộc tấn công vào Autun. Vào ngày 1 tháng 12 năm 1870, đoàn quân của Keller đã kéo đến Autun và đánh bại các chi đội của đối phương ở phía trước ông. 23 binh lính của Pháp bị quân Đức bắt làm tù binh. Sang ngày hôm sau (2 tháng 12), trong khi người Đức đang chuẩn bị mở một đợt tấn công, Garibaldi chuẩn bị tổ chức một cuộc triệt binh ra khỏi căn cứ của mình. Nhưng đúng lúc đó, Werder khẩn cấp ban lệnh triệt thoái về Dijon. Các lực lượng mới của Pháp đã xuất hiện tại thung lũng Saône, trong khi một chi đội của Đức đã bị "xử lý" tại Nuits St. Georges. Với cuộc rút lui của quân Đức về Dijon, Garibaldi đã có thể thở phào nhẹ nhõm.
Tướng Cremer, vốn đã được tin từ Garibaldi và vội vã kéo sư đoàn của mình đến Bligny sur Ouche, đã bất ngờ chiếm giữ dốc Chateauneuf, dàn quân đến les Bordes. Lực lượng của ông bao gồm 7 tiểu đoàn, một số chi đội thuộc Quân đoàn Tự do, một khẩu đội pháo Armstrong và một số pháo sơn chiến. Tổng cộng, ông có 8.000 binh lính và từ 8 đến 10 khẩu đại bác. Với thế trận mai phục, ông đã bắt đầu tiến công vào lúc 9 giờ sáng ngày 3 tháng 12: từ lâu đài Châteauneuf, quân Pháp khai hỏa ác liệt vào lữ đoàn của Keller. Cả lữ đoàn có nguy cơ bị tiêu diệt. Tuy nhiện, lữ đoàn của tướng Keller nhanh chóng được triển khai. Sau một cuộc pháo kích thành công, các tiểu đoàn của Đức đã tấn công mãnh liệt lên các sườn dốc, trong đó nhiều binh sĩ đã bò lên dốc bằng tay và đầu gối. Tiểu đoàn đầu tiên của Trung đoàn Bộ binh số 5 của Đức được ghi nhận về lòng dũng cảm trong cuộc giao chiến này. Bất chấp vị trí thuận lợi của họ, quân Pháp đã bị đẩy lùi. Nhờ đó, cho đến ngày 4 tháng 12, quân Đức của Keller đã trở lại Dijon an toàn.